# Hastings (Nova Zelanda)
Hastings (en maori: Heretaunga) és una ciutat neozelandesa localitzada a la regió de Hawke's Bay. Amb una població de 75.500 habitants, és la ciutat més gran de la regió. Hastings té una història de ser una àrea que produeix aliments i vi.

## Història

### Història maori
Els maoris van arribar a Hastings i Hawke's Bay al voltant del segle xiv, on viurien a les valls de rius i al llarg de la costa on hi havia suficients aliments. Es creu que els maoris arribaren a Hastings amb canoes, viatjant al llarg de la costa des del nord, desembarcant a Wairoa, l'illa de Portland, la llacuna d'Ahuriri a Westshore i a Waimarama. La seva cultura va florir, juntament amb la gradual desforestació de la terra. Al segle xvi Taraia, besnet del prolífic Kahungunu, va establir l'iwi de Ngāti Kahungunu, el qual eventualment colonitzaria la costa est de l'illa del Nord des de Poverty Bay fins a Wairarapa. Aquesta iwi va ser de les primerers en fer contacte amb els colonitzadors europeus.

### Colonitzadors europeus

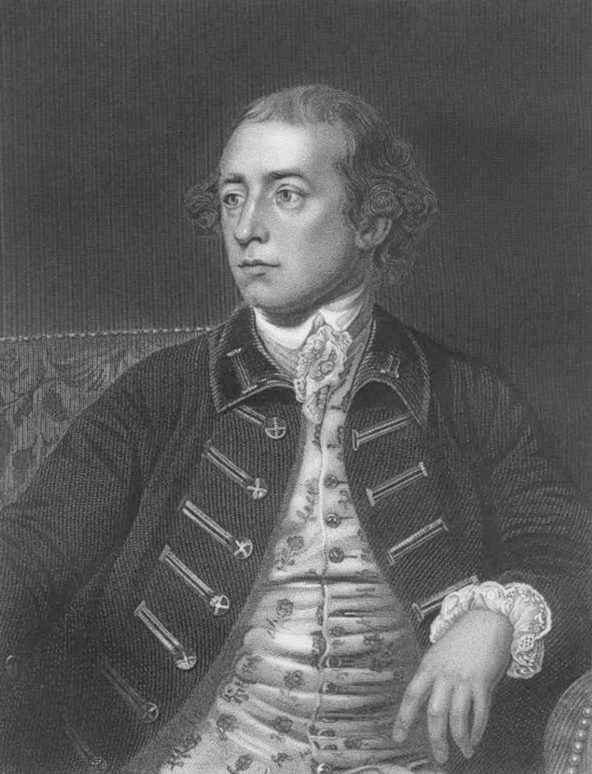
Warren Hastings

Els propietaris maoris van arrendar aproximadament setanta quilòmetres quadrats de les planes de Heretaunga a Thomas Tanner el 1867; Tanner des del 1864 estava intentant comprar terra dels maoris. El 1870, dotze persones, coneguts com els «dotze apòstols», van formar un sindicat per a comprar la terra per unes 370£ per quilòmetre quadrat. El nom original de Hastings era Karamu.
El 1871 el govern de Nova Zelanda va decidir encaminar la nova línia de ferrocarril del sud de Napier a través d'un encreuament al centre de les planes de Heretaunga. Aquesta localització es trobava en les terres de Francis Hicks. L'encreuament de Karamu va ser reanomenat encreuament de Hastings el 1873. El 7 de juny de 1973 el Hawke's Bay Herald va informar que el nou nom seria Hastings tot i que aquest nom era desconegut per part dels ciutadans fins aleshores. Exactament qui decidí el nom es disputa, però Thomas Tanner va reclamar que aquest fou ell i que el nom se li va inspirar al llegir sobre el judici de Warren Hastings. El 1874 el primer tren va fer el viatge de dinou quilòmetres entre Napier i Hastings. Un gran avanç per a l'economia local va ocórrer el 1881 quan Edward Newbigin va crear una fàbrica de cervesa. El 20 d'octubre de 1886, amb una població d'unes sis-centes persones, Hastings va esdevenir oficialment un poble. El 1918 quasi tres-centes persones moriren per una epidèmia de grip mentre que l'any següent, el 1919, Hastings començaria a utilitzar electricitat.

### Terratrèmol de 1931
El 3 de febrer de 1931 a les 10:47 del matí gran part de Hastings i Napier van ser devastades per un terratrèmol de 7,8 en l'escala de Richter. El centre del poble va veure col·lapsat diversos edificis i els focs conseqüents mataren a 258 persones (93 a Hastings). El centre del poble va ser destruït pel terratrèmol i subseqüentment va ser reconstruït amb un estil arquitectònic Art déco. Tot i que Napier va ser més afectada pel terratrèmol, els edificis col·lapsats al centre del poble com ara el Roaches' Departament Store al carrer Heretaunga van veure disset persones mortes.

### Història moderna

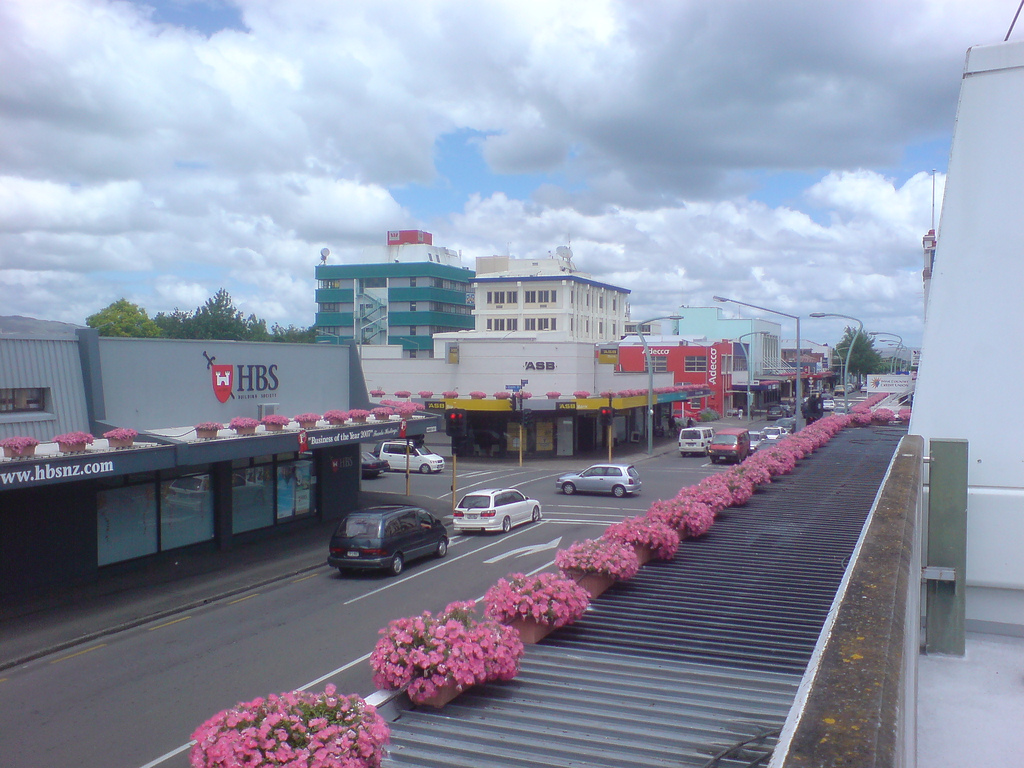
Centre urbà de Hastings

Durant la Segona Guerra Mundial, tropes aliades van ser allotjades a l'Army, Navy and Air Force (ANA) Club, a més de cases privades. 150 tropes de Hastings van anar a la Segona Guerra Mundial. El 1954 Hastings va ser la primera ciutat a Nova Zelanda a introduir aigua fluorada arreu de la ciutat. La intenció era de comparar l'efecte en la càries amb l'aigua no fluorada de Napier en un termini de deu anys. L'estudi va ser criticat pel seu mètode i resultats, i és encara controversial avui en dia.
El 10 de setembre de 1960 la desfilada de les flors de Hastings, o Hastings Blossom Parade, aleshores un esdeveniment significant nacionalment, va ser cancel·lada a les 11 del matí per primer cop en la seva història degut a la pluja. Els nombrosos assistents van beure alcohol a diversos bars locals tot el matí fins que una desfilada no oficial va començar a les 2 de la tarda, en què disturbis arreu de la ciutat iniciaren mentre que la policia va començar a detenir aquells que estaven beguts en públic. Aquest esdeveniment era un esdeveniment conegut arreu de Nova Zelanda i els disturbis van ser a les notícies nacionalment.
Hastings va començar a créixer ràpidament en les dècades de 1960 i 1970 (fins i tot arribant a ésser la ciutat que més ràpidament creixia nacionalment), i es van veure diversos conflictes sobre l'expansió urbana en territori agrari. Flaxmere va ser establert com un poble satèl·lit per a albergar nous habitants de l'àrea urbana i va ser construït a les ribes del riu Ngaruroro. Tot i que la terra es veia com a pobra aleshores, subseqüentment va augmentar en valor, i ara forma part de la regió vinícola Gimblett Gravels. L'economia nacionalment començant a declinar als finals de la dècada de 1970, juntament amb reformes agriculturals per part del govern, van veure a Hastings declinar econòmicament amb alt atur i baix augment econòmic. No fou fins als finals de la dècada de 1990 que a Hastings es capgirés l'economia local.

## Demografia
| Evolució demogràfica de Hamilton | Evolució demogràfica de Hamilton | Evolució demogràfica de Hamilton |
| Any                              | Població                         | Creixement                       |
| -------------------------------- | -------------------------------- | -------------------------------- |
| 1996                             | 66.279                           |                                  |
| 1999                             | 68.100                           | +2,7%                            |
| 2000                             | 68.100                           | +0,0%                            |
| 2001                             | 67.428                           | -1,0%                            |
| 2002                             | 70.200                           | +4,1%                            |
| 2003                             | 70.600                           | +0,6%                            |
| 2004                             | 71.100                           | +0,7%                            |
| 2005                             | 71.400                           | +0,3%                            |
| 2006                             | 70.842                           | -0,8%                            |
| 2007                             | 73.600                           | +3,9%                            |
| 2008                             | 73.900                           | +0,4%                            |
| 2009                             | 74.300                           | +0,6%                            |
| 2010                             | 75.100                           | +1,1%                            |
| 2011                             | 75.500                           | +0,6%                            |

Segons el cens de 2006 Hastings tenia 70.842 habitants, un augment de 3.414 habitants (5,1%) des del cens de 2001. Hi havia 25.557 llars habitades, 1.920 llars no habitades i 273 llars en construcció.
De la població de Hastings, 34.440 (48,6%) eren homes i 36.402 (51,4%) eren dones. La ciutat tenia una edat mediana de 36,6 anys, 0,7 anys més que la mediana nacional de 35,9 anys. Les persones majors de 64 anys el 12,8% de la població, comparat amb el 12,3% nacionalment; les persones menors de 15 anys formaven el 24,1% de la població, comparat amb el 21,5% nacionalment.
Les ètnies de Hastings eren (amb figures nacionals en parèntesis): 67,0% europeus (67,6%); 23,8% maoris (14,7%); 2,9% asiàtics (9,2%); 5,1% illencs pacífics (6,9%); 0,5% de l'Orient Pròxim, Llatinoamèrica o Àfrica (0,9%); 11,9% autodenominats 'neozelandesos' (11,1%) i 0,0% altres (0,0%).
Hastings tenia un atur de 4,6% per persones majors de 14 anys, menys que la figura nacional de 5,1%. El sou anual de persones majors de 14 anys era de 22.600$, comparat amb 24.400$ nacionalment. D'aquestes, un 45,5% tenien un sou anual de menys de 20.001$, comparat amb 43,2% nacionalment; mentre que un 14,4% tenien un sou anual d'igual o de més de 50.000$, comparat amb un 18,0% nacionalment.

## Clima
| Paràmetres climàtics mitjans de Hastings | Paràmetres climàtics mitjans de Hastings | Paràmetres climàtics mitjans de Hastings | Paràmetres climàtics mitjans de Hastings | Paràmetres climàtics mitjans de Hastings | Paràmetres climàtics mitjans de Hastings | Paràmetres climàtics mitjans de Hastings | Paràmetres climàtics mitjans de Hastings | Paràmetres climàtics mitjans de Hastings | Paràmetres climàtics mitjans de Hastings | Paràmetres climàtics mitjans de Hastings | Paràmetres climàtics mitjans de Hastings | Paràmetres climàtics mitjans de Hastings | Paràmetres climàtics mitjans de Hastings |
| Mes                                      | Gen.                                     | Feb.                                     | Mar.                                     | Abr.                                     | Mai.                                     | Jun.                                     | Jul.                                     | Ago.                                     | Set.                                     | Oct.                                     | Nov.                                     | Des.                                     | Anual                                    |
| ---------------------------------------- | ---------------------------------------- | ---------------------------------------- | ---------------------------------------- | ---------------------------------------- | ---------------------------------------- | ---------------------------------------- | ---------------------------------------- | ---------------------------------------- | ---------------------------------------- | ---------------------------------------- | ---------------------------------------- | ---------------------------------------- | ---------------------------------------- |
| Temperatura diària màxima °C (°F)        | 25,5 (77,9)                              | 25,4 (77,7)                              | 23,6 (74,5)                              | 20,7 (69,3)                              | 17,1 (62,8)                              | 14,4 (57,9)                              | 13,9 (57)                                | 14,9 (58,8)                              | 17,5 (63,5)                              | 20 (68)                                  | 22,3 (72,1)                              | 24,1 (75,4)                              | 20 (68)                                  |
| Temperatura diària mínima °C (°F)        | 13,7 (56,7)                              | 14,0 (57,2)                              | 12,2 (54)                                | 9,1 (48,4)                               | 6,7 (44,1)                               | 3,9 (39)                                 | 3,6 (38,5)                               | 4,8 (40,6)                               | 6,1 (43)                                 | 8,0 (46,4)                               | 10,4 (50,7)                              | 12,6 (54,7)                              | 8,8 (47,8)                               |
| Precipitació total mm (polzades)         | 66 (2,6)                                 | 53 (2,1)                                 | 61 (2,4)                                 | 48 (1,9)                                 | 81 (3,2)                                 | 79 (3,1)                                 | 64 (2,5)                                 | 86 (3,4)                                 | 46 (1,8)                                 | 46 (1,8)                                 | 41 (1,6)                                 | 53 (2,1)                                 | 724 (28,5)                               |
| Font: NIWA Climate Data                  |                                          |                                          |                                          |                                          |                                          |                                          |                                          |                                          |                                          |                                          |                                          |                                          |                                          |

## Política
Nacionalment, Hastings es localitza a la circumscripció electoral general de Tukituki i a la circumscripció electoral maori d'Ikaroa-Rāwhiti de la Cambra de Representants de Nova Zelanda.
Tukituki es considera una circumscripció políticament de centre. Des de les eleccions de 2005 ha guanyat sempre el Partit Nacional, i el Partit Laborista no ha guanyat des de les eleccions de 2002. Des de les eleccions de 2005 ha guanyat sempre Craig Foss. En les eleccions de 2011 Foss guanyà amb el 58,42% del vot de la circumscripció. En segon lloc quedà Julia Haydon-Carr del Partit Laborista amb el 29,30% del vot.
Ikaroa-Rāwhiti, per altra banda, es considera una circumscripció electoral de centreesquerra. Des de les eleccions de 1999, primeres eleccions en què existí la circumscripció, ha guanyat sempre el Partit Laborista. Des de l'elecció parcial d'Ikaroa-Rāwhiti de 2013 la circumscripció és representada per Meka Whaitiri. Whaitiri guanyà aquesta elecció amb el 41,52% del vot; en segon lloc quedà Te Hāmua Nikora del Partit Mana amb el 24,78% del vot.

## Ciutats agermanades
Hastings està agermanada amb una ciutat:
- Guilin (Xina)